# El Dorado (film)
El Dorado este un film american Western în Technicolor din 1966, produs și regizat de Howard Hawks; cu John Wayne și Robert Mitchum în rolurile principale. Scris de Leigh Brackett și bazat pe romanul The Stars in Their Courses de Harry Brown, filmul este despre un pistolar care vine în ajutorul unui vechi prieten, un șerif bețiv care se luptă să apere un fermier și familia lui împotriva unui alt fermier care încearcă să le fure apa. În rolurile secundare au interpretat James Caan, Charlene Holt, Ed Asner, Paul Fix, Arthur Hunnicutt, Michele Carey și Christopher George.
A fost cel de-al doilea film al lui Howard Hawks, în care variază ideea unui șerif care își apără biroul împotriva unor elemente beligerante din oraș, după Rio Bravo (1959) și Rio Lobo (1966), ambele cu John Wayne.

## Distribuție
- John Wayne - Cole Thornton
- Robert Mitchum - șeriful J.P. Harrah
- James Caan - Alan Bourdillion Traherne, poreclit „Mississippi”
- Charlene Holt - Maudie
- Paul Fix - dr. Miller
- Arthur Hunnicutt - Bull Harris
- Michele Carey - Josephine „Joey” MacDonald
- R. G. Armstrong - Kevin MacDonald
- Ed Asner - Bart Jason
- Christopher George - Nelse McLeod
- Marina Ghane - Maria
- Robert Donner - Milt
- John Gabriel - Pedro
- Johnny Crawford - Luke MacDonald
- Jim Davis - Jim Purvis, Bart Jason's foreman
- Adam Roarke - Matt MacDonald
- John Mitchum - Elmer, Jason's bartender
- Chuck Roberson - Jason's gunman
- Don Collier - adjunctul de șerif Joe Braddock
- Olaf Wieghorst - Swede Larsen
- Dean Smith - Charlie Hagan

Calul lui Wayne era un armăsar Appaloosa în vârstă de șase ani, pe nume Zip.